# کارل ویلهلم برکهان

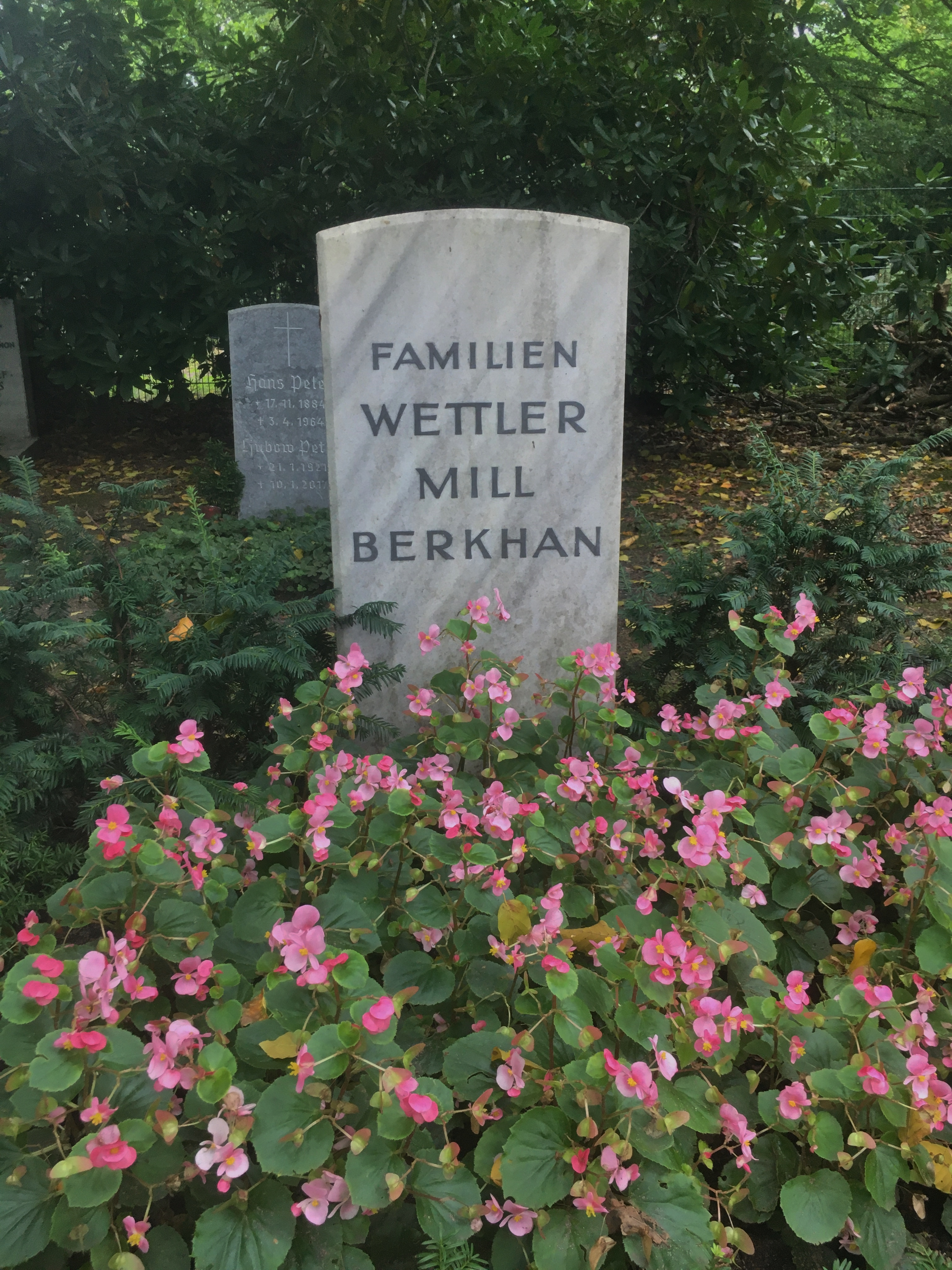
نمایی از سنگ‌مزار کارل ویلهلم برکهان - ۲۰۲۰

کارل ویلهلم برکهان (انگلیسی: Karl Wilhelm Berkhan) یک سیاست‌مدار اهل آلمان است. او از اعضای حزب سوسیال دموکرات آلمان(SPD) می‌باشد.